# Vincenzo Buonocore
Vincenzo Buonocore (Salerno, 8 aprile 1932 – Salerno, 17 gennaio 2009) è stato un giurista e politico italiano, deputato della X Legislatura nelle file della Democrazia Cristiana.

## Biografia
Nato a Salerno l'8 aprile 1932, compie gli studi universitari alla Facoltà di Giurisprudenza dell'Università di Napoli negli anni di insegnamento di grandi maestri quali Giuseppe Capograssi per la filosofia del diritto, Luigi Cariota Ferrara per il diritto privato, Mario Lauria, Antonio Guarino e Francesco De Martino nelle materie romanistiche, Alessandro Graziani per il diritto commerciale, Carmelo Scuto per il diritto civile, Ugo Rocco per la Procedura Civile, Biagio Petrocelli per il diritto penale e Giovanni Leone per la procedura penale. Si laurea nel 1954, a 22 anni, con lode, discutendo una tesi in diritto commerciale con Alessandro Graziani, di cui è allievo e assistente e alla cui scuola napoletana di diritto commerciale prende parte unitamente ad altri grandi maestri della materia, quali Gustavo Minervini, Antonio Venditti, Federico Martorano e il civilista Pietro Rescigno.
Libero docente di diritto commerciale nel 1960, dal 1962 insegna per incarico istituzioni di diritto privato e diritto commerciale alla Facoltà di Giurisprudenza di Cagliari. Vinto il concorso quale professore straordinario di diritto commerciale, dal 1º febbraio 1965 è titolare, sempre alla facoltà giuridica di Cagliari, della cattedra di diritto commerciale. È preside della stessa facoltà dal 1967 al 1969. A Cagliari è suo allievo Angelo Luminoso, col quale si ritroverà in seguito per importanti collaborazioni editoriali e scientifiche.
Nel 1969 è chiamato ad insegnare diritto commerciale alla Facoltà di Economia e commercio dell'Università di Perugia, svolgendovi anche la funzione di direttore dell'istituto di diritto commerciale. Nel 1970 è chiamato alla Facoltà di Giurisprudenza dell'Università di Perugia, per insegnarvi istituzioni di diritto privato a per assumerne, dal 1972 al 1974 le funzioni di preside. Nel 1974 è chiamato alla facoltà di Economia e commercio dell'Università di Napoli, dove insegna diritto commerciale fino al 1978, svolgendo anche le funzioni di direttore dell'istituto di diritto privato. Nel 1978 passa alla Facoltà di Giurisprudenza dell'Università di Salerno, dove insegna istituzioni di diritto privato e, a partire dal 1999, diritto commerciale, ricoprendo anche, per supplenza, gli insegnamenti di diritto civile nel 1994 e teoria dell'interpretazione nel 1999. A Salerno, Vincenzo Buonocore è anche preside della facoltà di Giurisprudenza nell'anno 1979/80 e Rettore dell'Università dal 1980 al 1987, anni durante i quali guida l'Università nel passaggio alla nuova sede di Fisciano. Negli stessi anni, dal 1984 al 1987, è presidente della Conferenza dei Rettori delle Università italiane.
Eletto al Parlamento nel 1987, vi svolge le funzioni di Deputato sino al 1992, anno in cui ritorna ai suoi insegnamenti salernitani e ai suoi studi, intensificando negli anni successivi l'impegno editoriale e le pubblicazioni scientifiche. A Salerno ha avuto come allievi Caterina Miraglia, Giuseppe Fauceglia e Giovanni Capo, oggi suoi successori nelle cattedre di istituzioni di diritto privato e diritto commerciale, e Matteo Rescigno, oggi ordinario di diritto commerciale all'Università di Milano. Muore a Salerno il 17 gennaio 2009, all'età di 76 anni.
I Comuni di Salerno e di Fisciano gli hanno tributato gli onori civili con commemorazioni pubbliche e giornate di studi e l'Università degli studi di Salerno ha intitolato a Vincenzo Buonocore l'aula magna dell'Ateneo.

### Opere
L'attività didattica e scientifica di Vincenzo Buonocore si fonda su un costante riferimento alle basi classiche delle materie trattate e si caratterizza per chiarezza, attualità e concretezza, con una continua attenzione ai risvolti pratici di ogni teoria ed al contesto socioeconomico nel quale gli studi e le evoluzioni legislative si compiono. Ciò ha reso spesso Vincenzo Buonocore un precursore dei temi di maggior interesse delle materie trattate.
I suoi esordi scientifici avvengono ai tempi della collaborazione con il suo primo maestro, Alessandro Graziani, di cui, con Antonio Venditti, nel 1963 curò l'edizione postuma del noto Diritto delle società. Nel 1960 pubblica a Napoli Le situazioni soggettive dell'azionista, divenuto un classico della materia e punto di riferimento di tanti studi successivi, in cui si coniugano i temi attuali del diritto societario con gli schemi classici del diritto civile. Del 1965 è invece Fallimento e impresa, in cui la figura giuridica dell'attività è posta al centro della trattazione della materia. Negli anni successivi la sua attenzione si concentra su temi di grande impatto nel particolare momento storico ( il leasing, 1975; Cooperazione e cooperative, 1977), mentre nel 1978, con Gaetano Castellano e Renzo Costi, pubblica, per i tipi della Giuffré di Milano, Società di persone, cui seguirà, nel 1993, I contratti d'impresa, questa volta in collaborazione con Angelo Luminoso e Giuseppe Fauceglia.
Nel 1995 pubblica Società in nome collettivo nel Commentario al codice civile della Giuffré, mentre nel 1997 pubblica il suo Diritto della cooperazione, indicato come "libro dell'anno" del Club dei giuristi. Nello stesso anno prendono il via le pubblicazioni didattiche, per lo più opere collettanee dirette dal Buonocore, come il Manuale di diritto commerciale (Giappichelli, 1997) e le Istituzioni di diritto commerciale (Giappichelli, 2000), oppure partecipazioni ad opere dirette da altri, come Istituzioni di diritto privato diretto da Mario Bessone. Nel 2000, sempre per il Commentario Giuffré pubblica Le società- Disposizioni generali, e per i Quaderni di giurisprudenza commerciale editi da Giuffrè, Contrattazione d'impresa e nuove categorie contrattuali.
Nel 2001 esce il Trattato di diritto commerciale edito da Giappichelli e diretto da Vincenzo Buonocore, che, oltre a coordinare i contributi dei numerosi autori intervenuti nell'opera, si occupa personalmente della trattazione di alcune materie come L'impresa (vol. I) e I contratti di trasporto e di viaggio. Nel 2002, sempre per Giappichelli, pubblica con Angelo Luminoso I contratti dell'imprenditore, mentre nel 2002 per i tipi della ESI di Napoli esce Il diritto commerciale e i sessant'anni del codice civile, in collaborazione con Caterina Miraglia. Del 2003 è Organizzazioni economiche non capitalistiche (Il Mulino), con Bruno Jossa. Del 2006 è il saggio Le nuove frontiere del diritto commerciale, mentre del 2008 è La locazione finanziaria nel trattato di diritto civile e commerciale Cicu-Messineo-Mengoni. Nel 2010, ad un anno dalla sua morte, esce il Trattato di diritto fallimentare diretto da Vincenzo Buonocore e Amedeo Bassi, edito dalla Cedam e coordinato da Giovanni Capo, Francesco De Sanctis e Bruno Meoli.
Per i suoi studi ha ricevuto nel 2005 il Premio Feltrinelli (Diritto) dall'Accademia dei Lincei.

#### Monografie
- Le situazioni soggettive dell'azionista, Napoli, Morano, 1960
- Fallimento e impresa, Napoli, Morano, 1969
- Società in nome collettivo, ne Il Codice civile. Commentario diretto da Piero Schlesinger, artt. 2291-2312, Milano, Giuffrè, 1995, ISBN 88-14-05435-5
- Diritto della cooperazione, Bologna, Il Mulino, 1997, ISBN 88-15-05760-9
- Contrattazione d'impresa e nuove categorie contrattuali (Quaderni di Giurisprudenza commerciale n. 200), Milano, Giuffrè, 2000, ISBN 88-14-07908-0
- Le società. Disposizioni generali, ne Il Codice Civile. Commentario diretto da Piero Schlesinger, artt. 2247-2250, Milano, Giuffrè, 2000, ISBN 88-14-08081-X
- L'impresa, nel Trattato di diritto commerciale diretto da V. Buonocore, Torino Giappichelli, 2002, ISBN 88-348-2252-8
- I contratti di trasporto e di viaggio, nel Trattato di diritto commerciale diretto da V. Buonocore, Torino, Giappichelli, 2003, ISBN 88-348-3123-3
- La riforma delle società, Milano, Giuffrè, 2004, ISBN 88-14-10976-1

#### Monografie in collaborazione e curatele
- Fondamento e funzione della responsabilità civile. Atti del Seminario diretto dai proff. Vincenzo Buonocore e Ugo Majello, Napoli, Cooperativa editrice Economia e commercio, 1975
- Le società per azioni, Milano, Giuffrè, 1974
- Il leasing. Profili privatistici e tributari, Milano, Giuffrè, 1975
- Cooperazione e cooperative, a cura di Vincenzo Buonocore, Napoli, Liguori, 1977 è stato professore di Piero Di Matteo
- Le società di persone, Milano, Giuffrè, 1978
- Contratti d'impresa, Milano, Giuffrè, 1993, ISBN 88-14-04313-2
- Istituzioni di diritto privato, a cura di M. Bessone, Torino, Giappichelli, 1994 (I ed.), ISBN 88-348-4184-0
- Codice della cooperazione, edito a cura dell'Istituto Italiano di studi Cooperativi Luigi Luzzatti per conto della Direzione Generale della Cooperazione presso il Ministero del Lavoro e della Previdenza Sociale, Roma, 1996
- Manuale di diritto commerciale, Torino, Giappichelli, 1997 (I ed.), ISBN 88-348-7146-4
- I gruppi cooperativi. Atti del Convegno di studi Le forme di integrazione cooperativa: dal consorzio al gruppo cooperativo organizzato nell'ambito del dottorato di ricerca in Diritto commerciale dal Dipartimento di studi internazionali dell'Università di Salerno. Fisciano, 16 maggio 1997. Milano, Giuffrè, 1997, ISBN 88-14-06768-6
- Istituzioni di diritto commerciale, Torino, Giappichelli, 2000, ISBN 88-348-0268-3
- Codice della vendita, Milano, Giuffrè, 2001, ISBN 88-14-08321-5
- La riforma del diritto societario: commento ai d. lgs. n. 5-6 del 17 gennaio 2003, Torino, Giappichelli, 2003, ISBN 88-348-3223-X
- Organizzazioni economiche non capitalistiche: economia e diritto, Bologna, Il Mulino, 2003, ISBN 88-15-09407-5[2]

## Riconoscimenti e onorificenze

### Riconoscimenti
- Professore emerito[4] dell'Università di Salerno e socio nazionale dell'Accademia dei Lincei.[5]